# Ecphysis cyanea
Ecphysis cyanea là một loài tò vò trong họ Ichneumonidae.